# 克姆河
51°5′16.82″N 6°24′21.3″E / 51.0880056°N 6.405917°E

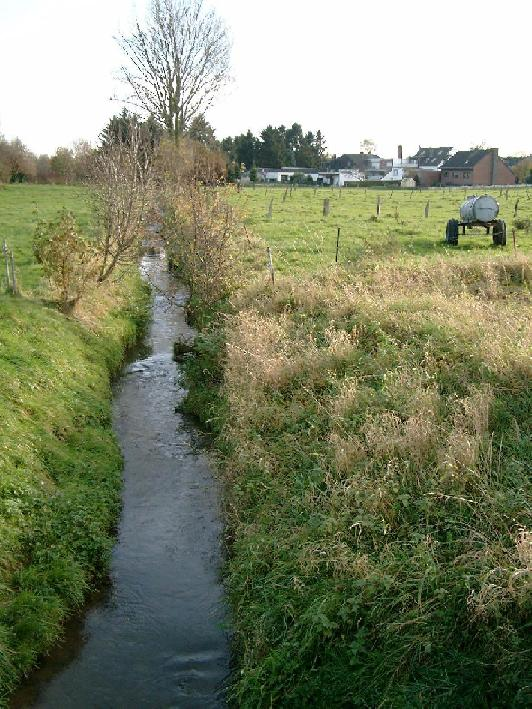

克姆河（德語：Köhm），是德國的河流，位於該國西部，處於北萊茵-威斯特法倫州，該河流屬於尼爾斯河的支流，河道全長5.3公里，流域面積44.7平方公里。